# Bogumiła Pajor
Bogumiła Pajor-Szyszka-Kobus (ur. 21 czerwca 1960 w Skoroszycach) – polska hokeistka na trawie, olimpijka z Moskwy 1980.
Zawodniczka grająca w obronie. Jako reprezentantka klubu Plon Skoroszyce zdobyła w roku 1978 wicemistrzostwo Polski na otwartym boisku oraz dwukrotnie (lata 1978, 1980) w hali. Od roku 1981 reprezentowała barwy klubu Polar Wrocław, z którym zdobyła w latach 1981–1983, 1987 tytuł mistrza Polski na otwartym boisku oraz w latach 1982, 1987 w hali.
W reprezentacji Polski rozegrała 31 spotkań.
Brała udział w igrzyskach olimpijskich w Moskwie w których Polska drużyna zajęła 6. miejsce.
W roku 1991 wyjechała do Niemiec, gdzie kontynuowała karierę sportową w klubie Steglitzer Tenis Club 1913.